# اولو ترنو
اولو ترنو (استونیایی: Ülo Tärno؛ زادهٔ ۲۲ مهٔ ۱۹۳۶) سیاستمدار و نماینده سابق مجلس اهل استونی است.